# ماركيز إستيلا (لقب)
ماركيز إستيلا ( (بالإسبانية: Marqués de Estella)‏) هو لقب وراثي للنبلاء الاسبانية . تم إنشاؤه في 25 مايو 1877 من قبل الملك ألفونسو الثاني عشر ملك إسبانيا لصالح فرناندو بريمو دي ريفيرا، العسكري والسياسي. 

## قائمة أصحاب اللقب
- فرناندو بريمو دي ريفيرا إي سوبريمونتي، ماركيز إستيلا الأول (1877–1921)
- ميغيل بريمو دي ريفيرا إي أوربانيجا، ماركيزإستيلا الثاني (1921-1930)
- خوسيه أنطونيو بريمو دي ريفيرا إي ساينز دي هيريديا، ماركيز إستيلا الثالث (1930-1936)
- ميغيل بريمو دي ريفيرا إي ساينز دي هيريديا، ماركيز إستيلا الرابع (1936-1964)
- ميغيل بريمو دي ريفيرا إي أوركيجو، ماركيز إستيلا الخامس (1965-1985) [2]
- فرناندو بريمو دي ريفيرا إي أوريول، ماركيز إستيلا السادس (1985-)